# Wang Yuwei
Wang Yuwei (n. 16 iulie 1991, Hulunbuir⁠(d), Republica Populară Chineză) este o canotoare ce a reprezentat Republica Populară Chineză, medaliată olimpică. A participat la 2 ediții ale Jocurilor Olimpice (2016, 2020) în care a câștigat o medalie de bronz.